# حد تابع

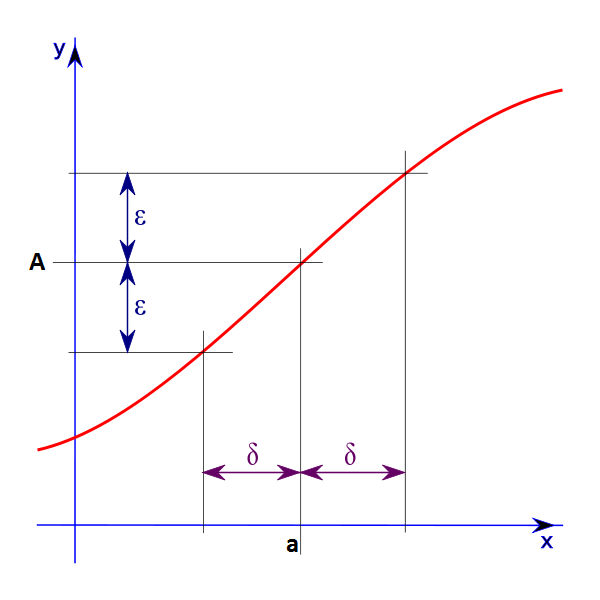
روش انتگرالی در تابع بر اساس تابع

حد تابع (انگلیسی: Limit of a function) در ریاضیات، یک مفهوم اساسی در  حساب دیفرانسیل و آنالیز ریاضی است که به رفتار یک تابع در نزدیکی یک متغیر خاص می‌پردازد.